# Paris-Roubaix 1909
Paris-Roubaix din 1909 a fost a 14-a ediție a Paris-Roubaix, o cursă clasică de ciclism de o zi din Franța. Evenimentul a avut loc pe 11 aprilie 1909 și s-a desfășurat pe o distanță de 276 de kilometri de la Paris până la velodromul din Roubaix. Câștigătorul a fost Octave Lapize din Franța.

## Rezultate
| Loc | Ciclist                    | Timp      |
| --- | -------------------------- | --------- |
| 1   | Octave Lapize (FRA)        | 9h 3' 30" |
| 2   | Louis Trousselier (FRA)    | +0' 00"   |
| 3   | Jules Masselis (BEL)       | +0' 00"   |
| 4   | Cyrille Van Houwaert (BEL) | +0' 30"   |
| 5   | François Faber (LUX)       | +1' 20"   |
| 6   | Marcel Godivier (FRA)      | +15' 30"  |
| 7   | Gustave Garrigou (FRA)     | +16' 45"  |
| 8   | Henri Hanlet (BEL)         | +16' 46"  |
| 9   | Édouard Léonard (FRA)      | +20' 30"  |
| 10  | Paul Duboc (FRA)           | +22' 30"  |